# Éric Métayer
Pour les articles homonymes, voir Métayer.
 (janvier 2017).
Si vous disposez d'ouvrages ou d'articles de référence ou si vous connaissez des sites web de qualité traitant du thème abordé ici, merci de compléter l'article en donnant les références utiles à sa vérifiabilité et en les liant à la section « Notes et références ».
Éric Métayer est un comédien, metteur en scène, auteur de théâtre et scénariste français, né le 23 janvier 1958 à Paris 15e.

## Biographie
Éric Métayer est le fils de l'humoriste Alex Métayer. Il a été moniteur de voile au Club Méditerranée, là où son père était chef de village. Il joue de la batterie et du piano.
Après des études d'histoire de l'art et d'arts plastiques, il commence le théâtre à l'atelier 93, cours de théâtre dirigé par Pierre-Olivier Scotto, pensionnaire de la Comédie-Française.
Marié à l'actrice argentine Laura Novoa puis à la comédienne Émilie Alibert, il a un fils, Kevin, de la comédienne Viviane Marcenaro puis une fille, Juno, et un garçon, Anton, de la comédienne Andrea Bescond (sa partenaire dans la distribution originale des 39 Marches au théâtre La Bruyère en 2009).

### Carrière
Il entre au cours Florent, à la classe libre et, dès 1980, il joue dans un premier film Un étrange voyage. Finalement, il ne reste au cours qu'un an sur les deux prévus, car c'est à cette époque qu'il découvre la Ligue d'improvisation française, en voyant les premiers matchs d'improvisation à Aubervilliers en 1981, entre une équipe de comédiens français face à des comédiens québécois. L'année suivante, il est de l'aventure au théâtre de l'Escalier d'or qui accueille la LIF, théâtre de Pierre-Olivier Scotto.
En 1983, il met en scène son propre père, Alex Métayer, tout en continuant ses travaux d'improvisation pour lesquels il récolte de nombreuses étoiles et trophées et a le plaisir de faire partie en 1986 de l'équipe championne du 2e Mondial d'improvisation qui est présenté en France au Bataclan de Paris. Il termine le tournoi en étant sacré meilleur joueur du mondial avec une récolte de sept étoiles. Il crée les premiers spectacles d'improvisation hors cadre match « tourbillon » (pour enfant) avec Gil Galliot et « Kamikaze » avec Jean Daniel Laval.
En 1989, il joue dans le film Hiver 54, l'abbé Pierre de Denis Amar.
Le 20 novembre 1990, il participe à la centième de l'émission télévisée Ciel, mon mardi ! de Christophe Dechavanne – qui avait convié des membres de la Ligue d'improvisation, parmi lesquels Viviane Marcenaro, Christian Sinninger, Philippe Lelièvre, Gérard Sallaberry, Séverine Denis et Lydie Agaesse que Dechavanne présenta comme de « vrais » invités. Ce premier canular télévisé en temps réel marqua les annales de la télévion française. C'est le comédien, professeur et coach d'improvisation Michel Lopez qui managea l'équipe de cette "100e de Ciel mon mardi !" (1991). Eric Métayer, inspiré par ses années d'improvisation, revient au théâtre et crée son spectacle Le Couple au théâtre du Splendid avec Viviane Marcenaro.
En 1992, il joue dans le film La Belle Histoire de Claude Lelouch. Cette année là il prête sa voix au personnage de Iago dans le dessin animé Aladdin des studios Disney.
En 1995, il joue dans le film À l'heure où les grands fauves vont boire de Pierre Jolivet.
Éric Métayer a été nommé révélation théâtrale aux Molière 1996 pour son rôle de Juan dans Aimez-moi les uns les autres d'Alex Métayer. En 1999 il joue dans La Dame de chez Maxim et Les Possédées de Dostoïevski mise en scène Roger Planchon.
En 2000-2002, il écrit et joue Les Monos sur France 2. Il a aussi été chroniqueur dans l'émission On a tout essayé de Laurent Ruquier. En 2002, il joue dans Panique au Plazza et en 2002, il est dans la pièce Des cailloux plein les poches mise en scène par Stéphan Meldegg, ce qui lui vaut une nomination comme meilleur comédien aux Molières. Il joue également dans Stationnement alterné au théâtre de la Michodière.
Il retourne en 2007 au théâtre La Bruyère pour Un monde fou mise en scène comme les cailloux par Stéphan Meldegg, pour lequel il reçoit un molière du meilleur spectacle seule en scène en 2008.
En 2007, il est dans La Surprise sur France 2 réalisé par Alain Tasma avec qui il avait déjà tourné la série Un flic nommé Lecoeur et deux autres téléfilms.
En septembre 2008, il est Rabbi Jacob dans la comédie musicale du même nom, mise en scène par Patrick Timsit au Palais des congrès.
En 2009, il retourne au théâtre La Bruyère pour mettre en scène Les 39 Marches, avec Christophe Laubion, Andréa Bescond (puis Herrade Von Meier), Jean-Philippe Bèche et lui-même. Le spectacle obtient 4 nominations : mise en scène, révélation (Andrea Bescond), adaptation et meilleur spectacle comique, pour deux Molières : spectacle comique et adaptation.
Entre 2010 et 2013, il participe régulièrement à l'émission On n'demande qu'à en rire de Laurent Ruquier sur France 2 en tant que juré.
En juin 2012, il se produit sur scène pour deux représentations exceptionnelles avec Arnaud Tsamère, candidat d'On n'demande qu'à en rire, dans un spectacle d'improvisation s'intitulant : Métamère en improvisation.
En 2015, il met en scène Les Chatouilles ou la danse de la colère avec et d'Andréa Bescond au théâtre du Petit Montparnasse. La pièce obtient le Molière de la pièce seul(e) en scène.
Celle-ci va être le sujet d'un film, tourné en juin/juillet 2017, avec Karin Viard, Clovis Cornillac et Andréa Bescond, et une co-réalisation entre Andréa Bescond et Éric Métayer.

## Théâtre

### Comédien
- 1992 : Sans rancune de Sam Bobrick et Ron Clark, mise en scène Pierre Mondy, adaptation Jean Poiret, théâtre du Palais-Royal
- 1998 : Une table pour six d'Alan Ayckbourn, adaptation Gérard Lauzier, mise en scène Alain Sachs, théâtre du Palais-Royal
- 1999 : Mariages et conséquences d'Alan Ayckbourn, mise en scène Catherine Allary, théâtre de la Renaissance
- 2001: Mon Royaume pour une vieille  vigne, de Régis Stochma (TIMP), mise en scène Vlo de Fignes, Conservatoire de Mulhouse - Grande scène nationale du STAIVE
- 2002 : Panique au Plazza de Ray Cooney, adaptation Jean-Marie Poiré et Christian Clavier mise en scène Pierre Mondy, théâtre des Variétés
- 2003 : Des Cailloux plein les poches de Marie Jones, mise en scène Stéphan Meldegg, théâtre La Bruyère
- 2005 : Stationnement alterné de Ray Cooney, mise en scène Jean-Luc Moreau, théâtre de la Michodière
- 2007 : Un monde fou de Becky Mode, mise en scène Stéphan Meldegg, théâtre La Bruyère
- 2008 : Les Aventures de Rabbi Jacob, mise en scène Patrick Timsit, Palais des congrès
- 2009 : Chat et Souris de Ray Cooney, mise en scène Jean-Luc Moreau, théâtre de la Michodière
- 2009 : reprise de Un monde fou de Becky Mode, mise en scène Stéphan Meldegg, théâtre de Paris, suivie d'une tournée
- 2009 à 2011 : Les 39 marches de John Buchan et Alfred Hitchcock, mise en scène Éric Métayer, théâtre La Bruyère
- 2013 : Les 39 Marches de John Buchan et Alfred Hitchcock, mise en scène Éric Métayer, théâtre La Bruyère
- 2013 : Train fantôme de et mise en scène Éric MÉtayer, Théâtre de la Gaîté
- 2014 : Clinic de et mise en scène Éric Métayer, Théâtre du Chêne noir (Festival d'Avignon off)
- 2015 : Le Système d'Antoine Rault, mise en scène Didier Long, Théâtre Antoine
- 2015 : Des Cailloux plein les poches de Marie Jones, mise en scène Stéphan Meldegg, théâtre du Chêne Noir (Festival d'Avignon off)
- 2017 : La Leçon de danse de Mark St Germain, mise en scène Éric Métayer et Andréa Bescond, théâtre de l'Œuvre

### Metteur en scène
- 2009 : Clinic, le spectacle qui soigne de Cathy Puech, Jean-Lou Chaffre, Jean-Lou de Tapia, Stéphane Joly, au Palais des Glaces
- 2009 : Les 39 Marches de John Buchan et Alfred Hitchcock, au théâtre La Bruyère
- 2013 : Train fantôme d'Éric Métayer, au Théâtre de la Gaîté
- 2014 : Clinic, Festival d'Avignon off
- 2014 : Les Chatouilles ou la Danse de la colère, de et avec Andréa Bescond, au festival Off Avignon
- 2015 : Smoking no smoking, Avignon Off
- 2015 : La Folle évasion, théâtre de la Gaîté-Montparnasse
- 2016 : Les Chatouilles ou la danse de la colère, au Petit Montparnasse, au Théâtre du Châtelet
- 2016 : Blond blond and Blond, théâtre de l'Européen 2017 : Piège mortel d'Ira Levin, adaptation Gérald Sibleyras, au théâtre La Bruyère
- 2017 : Franck Ferrand, Histoires, au théâtre Antoine
- 2017 : La Leçon de danse de Mark St-Germain, co-mise en scène avec Andréa Bescond

## Filmographie

### Cinéma

#### Acteur
- 1981 : Un étrange voyage d'Alain Cavalier : un des trois voyous
- 1982 : Légitime violence de Serge Leroy : ?
- 1983 : Y a-t-il un pirate sur l'antenne ? de Jean-Claude Roy : Gilles
- 1983 : L'Indic de Serge Leroy : ?
- 1986 : Les Clowns de Dieu de Jean Schmidt : un ange de la gaieté
- 1986 : Paulette, la pauvre petite milliardaire de Claude Confortès : Prosper
- 1989 : Hiver 54, l'abbé Pierre : Camille Chatelot
- 1990 : Les Mille et une nuits  de Philippe de Broca : Abdullah, chef des gardes
- 1992 : La Belle Histoire de Claude Lelouch : ?
- 1993 : À l'heure où les grands fauves vont boire de Pierre Jolivet : Adrien Bernadet
- 2018 : Les Chatouilles (co-réalisé avec Andréa Bescond) : professeur du conservatoire
- 2023 : Quand tu seras grand (co-réalisé avec Andréa Bescond) : Le Directeur

#### Réalisateur
- 2018 : Les Chatouilles, co-réalisation avec Andréa Bescond. 5 nominations aux Césars 2019, récompensé par 2 Césars.
- 2023 : Quand tu seras grand, co-réalisation avec Andréa Bescond.

### Télévision

#### Téléfilms

##### Acteur
- 1990 : Stirn et Stern de Peter Kassovitz : Max
- 1996 : Le Veilleur de nuit de Philippe de Broca : Jean
- 1998 : La Course de l'escargot de Jérôme Boivin : Albert
- 1998 : Petite menteuse de Thierry Chabert : Bernard
- 1999 : Les Duettistes : Une dette mortelle d'Alain Tasma : Vanelli
- 2001 : La Route de la mort d'Alain Tasma : le barman
- 2002 : Ça s'appelle grandir d'Alain Tasma : Jean
- 2002 : Une maison dans la tempête de Christiane Lehérissey : Gérard
- 2004 : Le Menteur de Philippe de Broca : Richard
- 2007 : La Surprise d'Alain Tasma : Simon
- 2008 : La Maison Tellier d'Élisabeth Rappeneau : le pharmacien Martin
- 2010 : Paul et sa femme d'Élisabeth Rappeneau : Yves
- 2025 : Ness et Rayan de Julie Manoukian : Franck Salce

##### Réalisateur
- 2022 : À la folie (co-réalisé avec Andréa Bescond)
- 2024 : Signalements

#### Séries télévisées
- 1981 : L'inspecteur mène l'enquête : ?
- 1981 : Pause café : Fréderic Martin (épisode 4)
- 1989 : Les Pique-assiette : Alex
- 1990 : Quatre pour un loyer : Philippe
- 1992 : Maigret - Maigret et le corps sans tête : l'employé consigne
- 1995 : Une famille pour deux : Denis Berger
- 1996 : Loin des yeux : Jean-Yves
- 1997 : Madame le Consul : Valentin
- 1997 : Les Cordier, juge et flic (Boulot de flic): l'inspecteur Vannier
- 2000 : Un flic nommé Lecoeur : Victor Lecoeur / Vincent Lecoeur (6 épisodes)
- 2002-2003 : Les Monos : Loïc (un des monos) (2 épisodes)
- 2003 : Une femme d'honneur de Christiane Lehérissey, épisode : Piège en eau douce : Gilles Delorme
- 2005 : Louis la Brocante : Bertrand Dumont de Montalanbert
- 2011 : Victoire Bonnot : Loïc (un des monos)
- 2012 : Clash de Pascal Lahmani : Jacques Pons
- 2013 : Camping Paradis, épisode : La Nuit des étoiles : Franck
- 2018 : Deutsch-les-Landes : Jean-Michel
- 2020 : Le Voyageur : Lionel Millet

#### Dialoguiste
- 1988 : Le Bonheur d'en face (épisode 2 : Chassé croisé)

#### Émissions
- 1990 : Ciel, mon mardi ! : la 100e : participation au faux débat avec des acteurs de la ligue d'improvisation
- 2010-2013 : On n'demande qu'à en rire, France 2

## Doublage

### Cinéma

#### Films
- Rob Schneider dans :
  - Gigolo malgré lui (2005) : Deuce Bigalow
  - Copains pour toujours (2010) : Rob Hiliard
  - The Ridiculous 6 (2015) : Ramon Stockburn
- Andrew Secombe dans : 
  - Star Wars, épisode I : La Menace fantôme (1999) : Watto (voix)
  - Star Wars, épisode II : L'Attaque des clones (2002) : Watto (voix)
- Noah Taylor dans : 
  - Lara Croft: Tomb Raider (2001) : Bryce
  - Lara Croft : Tomb Raider, le berceau de la vie (2003) : Bryce
- Eric Jacobson (en) dans : 
  - Opération Muppets (2014) : Miss Piggy (voix)
  - Muppets Haunted Mansion (2021) : Miss Piggy (voix)
- 1995 : Groom Service : Ted (Tim Roth)
- 1995 : Le Père de la mariée 2 : Franck Eggelhoffer (Martin Short)
- 1996 : L'Incroyable Voyage II : À San Francisco : Chance (Michael J. Fox) (voix)
- 1996 : Sleepers : John Reilly (Ron Eldard)
- 1997 : L'Île au trésor des Muppets : Benjamina (Miss Piggy)[3] / Rizzo et Fiole (Beaker)[4] (voix)
- 1997 : Larry Flynt : Arlo (Crispin Glover)
- 1997 : Magic Warriors : Ming (Dennis Dun)
- 1998 : Armageddon : le cycliste au chien (Eddie Griffin)
- 1999 : Man on the Moon : Bob Zmuda (Paul Giamatti)
- 1999 : Une fille qui a du chien : Dylan Ramsey (David Spade)
- 2000 : Road Trip : Barry (Tom Green)
- 2001 : 102 Dalmatiens : Ventraterre, le perroquet (Eric Idle) (voix)
- 2002 : Scooby-Doo : Scrappy Doo (Scott Innes) et Scrappy-Rex (J. P. Manoux) (voix)
- 2004 : Les Dalton : Rantanplan (voix originale)
- 2005 : Serial noceurs : John Beckwith (Owen Wilson)
- 2009 : Clones : Victor Welch (Jordan Belfi)
- 2010 : Benvenuti al Sud : Mattia Volpe (Alessandro Siani)
- 2014 : Sexy Dream : le videur ( ? )
- 2024 : Borderlands : Claptrap (Jack Black) (voix)

#### Films d'animation
- 1942[5] : Saludos Amigos : José Carioca
- 1944[6] : Les Trois Caballeros : José Carioca
- 1955[7] : La Belle et le Clochard : le Castor
- 1985[8] : Taram et le Chaudron magique : Gurki
- 1990[8] : La Petite Sirène : l'hippocampe
- 1992 : Aladdin : Iago
- 1994 : Le Cygne et la Princesse : Aldo, musicien
- 1996 : Aladdin et le Roi des voleurs : Iago
- 1997 : Hercule : Peine et Panique
- 1997 : Le Cygne et la Princesse II : Le Château des Secrets : Aldo
- 1997 : Babes in Toyland : Rodrigo
- 1997 : La Belle et la Bête 2 : Le Noël enchanté : Fifre
- 1997 : Le Petit Grille-pain courageux : À la rescousse : Alberto
- 1998 : Le Cygne et la Princesse III : Le Trésor Enchanté : Aldo
- 1998 : Excalibur, l'épée magique : le griffon
- 1998 : 1 001 Pattes : Chichi le jumeau cafard et Faza, une sauterelle que le Borgne élime dans le bar mexicain, voix additionnelles
- 1998 : Buster et Junior : Junior
- 1999 : Les Muppets dans l'espace : Miss Piggy et Rizzo
- 1999 : Elmo au pays des grincheux : la mauvaise herbe, Sharon Groan, la pendule à coucou et quelques grincheux
- 2000 : Chicken Run (version DVD) : Fletcher
- 2000 : Le Prince de Noël[9] : Macadamix
- 2000 : Buzz l'Éclair, le film : Le Début des aventures : une larve
- 2000 : La Petite Sirène 2 : l'hippocampe
- 2000 : Tarzan : Mungo
- 2001 : Shrek : les souris aveugles, un compagnon de Robin des Bois
- 2001 : Monstres et Cie : Robert « Bob » Razowski
- 2001 : La Belle et le Clochard 2 : L'Appel de la rue : Honoré
- 2002 : Mickey, le club des méchants : Iago
- 2002 : Lilo et Stitch : l'agent Wendy Pikly
- 2002 : La Nouvelle Voiture de Bob : Bob Razowski
- 2003 : La Légende du Cid : voix additionnelles
- 2003 : Frère des ours : voix additionnelles
- 2003 : Stitch ! Le film : l'agent Wendy Pikly
- 2003 : Sinbad : La Légende des sept mers : le Rat
- 2004 : Shrek 2 : les souris aveugles
- 2005 : Barbie Fairytopia : voix additionnelles
- 2005 : La Véritable Histoire du Petit Chaperon rouge : Boingo
- 2005 : Lilo et Stitch 2 : Hawaï, nous avons un problème! : l'agent Wendy Pikly
- 2005 : Pinocchio le robot : Cabby
- 2006 : Leroy et Stitch : l'agent Wendy Pikly
- 2006 : Cars : Bob Razowski (parodié en automobile)
- 2006 : Les Rebelles de la forêt : O'Toole
- 2006 : Bambi 2 : la marmotte
- 2006 : Le Vilain Petit Canard et moi : les rats au début
- 2007 : Shrek le troisième : les souris aveugles
- 2007 : Les Rois de la glisse : Sal
- 2008 : Chasseurs de dragons : la deuxième chauve-souris
- 2008 : Tous à l'Ouest : Piotr et Monsieur Tang
- 2008 : Star Wars: The Clone Wars : le droïde espion 4A-7 et le droïde médecin TB-2
- 2010 : Moi, moche et méchant : Vector
- 2010 : Shrek 4 : Il était une fin : les souris bigleuses
- 2010 : Allez raconte ! : Laurent
- 2011 : Rio : la chauve-souris
- 2012 : Le Magasin des suicides : le psy et le SDF
- 2013 : Monstres Academy : Bob Razowski
- 2020 : La Famille Willoughby : voix additionnelles
- 2020[10] : De l'autre côté du ciel : Scoop
- 2021 : Lego Star Wars : Histoires terrifiantes : Watto
- 2023 : LEGO Disney Princesse : Les aventures au Château : Iago
- 2023 : Il était une fois un studio : Iago (court métrage)
- 2023 : Mooned : Vector (court métrage)

### Télévision

#### Téléfilms d'animation
- 1987[11] : Scooby-Doo et les Boo Brothers : Scrappy-Doo, Shreako, le répartiteur
- 1988[12] : Scooby-Doo et l'École des sorcières : Scrappy-Doo, Creeper, Papa Loup-Garou
- 1988[13] : Scooby-Doo et le Rallye des monstres : Scrappy-Doo
- 2007 : Joyeux Noël Shrek ! : les souris aveugles
- 2010 : Shrek, fais-moi peur ! : les souris aveugles

#### Téléfilms
- 1999 : Alice au pays des merveilles : Le Chapelier Fou (Martin Short) (voix parlée)
- 2005 : Le Magicien d'Oz des Muppets : Miss Piggy dans le rôle des différentes sorcières (Eric Jacobson) (voix)

#### Séries télévisées
- 1976-1981[14] : Le Muppet Show : Miss Piggy (Frank Oz) (voix)
- 1998 : Merlin : Frik (Martin Short) (mini-série)
- 2020 : Le Nouveau Muppet Show : Miss Piggy (Eric Jacobson) (voix)

#### Séries d’animation
- 1989 : Les Bisounours (version Nelvana) : Grosbisou et Grosdodo
- 1993-1994 : Le Marsupilami : le Marsupilami
- 1993-1994 : Bonkers : Bonkers D. Bobcat
- 1994-1995 : Aladdin : Iago
- 1995- Iago (Série courte)  : Iago * Années 1990 : Casse-Noisettes l'écureuil (dessins animés de Tex Avery)
- 1997 : Looney Tunes : voix additionnelles (2d doublage)
- 1998 : Les Aventures des Pocket Dragons : Norman
- 1998-1999 : Hercule : Peine et Panique, Clion
- 1999-2001 : Les 101 Dalmatiens, la série : Horace, Squitch, Mooch, Steve l'alligator, le présentateur télé, voix additionnelles
- 2001 : La Légende de Tarzan : Mungo
- 2001-2003 : Les Nouvelles Aventures de Lucky Luke : le général Custer, Napoléon III
- 2001-2003 : Disney's Tous en boîte : Iago, Tic, Peine et Panique
- 2002-2006 : Tibère et la Maison bleue : Trotteur la souris et Pistache (voix parlées)
- 2003-2006 : Lilo et Stitch, la série : Agent Wendy Pikly (1re voix), Prisly Beakey (épisode 13), le beatnik zen
- 2004-2007 : Les Gnoufs : Kripignouf
- 2005-2006 : Les Zinzins de l'espace : Candy et Bud (2e voix, saison 2)
- 2008 : Jimmy délire : Tux
- 2008-2011 : Stitch ! : Pikly
- 2009 : The Life of Sam : Sam
- 2009-2012 : Le Monde selon Tim : Tim
- 2010-2012 : The Super Hero Squad Show : MODOK, l'Homme-taupe, le Crapaud
- 2010-2015 : Les Dalton : Bouderfield, le magicien
- depuis 2021 : Monstres et Cie : Au travail : Bob Razowski

### Jeux vidéo
- 1995 : Pouce-Pouce sauve le zoo : voix diverses
- 1997 : Disney Interactive Studios présente Hercule : Peine et Panique
- 1998 : 1 001 Pattes : Chichi
- 1998 : En Quête de Maths avec Aladdin : Iago
- 2000 : Aladdin : La Revanche de Nasira : Iago
- 2001 : Tibère découvre les 5 sens : Trotter et Pistache
- 2002 : Kingdom Hearts : Iago
- 2002 : Monstres et Cie : Bob Razowski
- 2002 : Monstres et Cie : L'Île de l'épouvante : Bob Razowski
- 2006 : Kingdom Hearts 2 : Iago
- 2012 : Skylanders: Giants : Camo

### Publicités
- 2025 : Booking.com : Miss Piggy

## Distinctions
- 1986 : Champion du monde de la Coupe du Monde d'Improvisation, Paris , France  1986
- Molières 1996 : Nomination pour le Molière de la révélation théâtrale pour Aimez moi les uns les autres
- Molières 2004 : Nomination pour le Molière du comédien pour Des cailloux plein les poches
- Molières 2008 : Molière seul(e) en scène pour Un monde fou
- Molières 2010 : 
  - Nomination pour le Molière du metteur en scène pour Les 39 marches
  - Molière de la pièce comique pour Les 39 marches (qu'il a mise en scène)
- Molières 2016 : Molière seul(e) en scène pour Les chatouilles ou la danse de la colère avec Andréa Bescond (qu'il a mis en scène)
- 24e cérémonie des Lumières : 
  - Nommé au Lumière du meilleur premier film avec Andréa Bescond pour Les Chatouilles
  - Nommé au Lumière du meilleur scénario avec Andréa Bescond pour Les Chatouilles
- César 2019 :
  - Lauréat du César de la meilleure adaptation avec Andréa Bescond pour Les Chatouilles
  - Nommé au César du meilleur premier film avec Andréa Bescond pour Les Chatouilles
- Globe de cristal 2019 : meilleur film avec Andréa Bescond pour Les Chatouilles